# 俳優座劇場
俳優座劇場（はいゆうざげきじょう、Haiyuza Theatre）は、東京都港区六本木四丁目にある民営劇場。2025年4月19日閉館。

## 概説
劇団俳優座の創立10周年事業として1954年4月20日に開場。それまで新劇公演の中心的な劇場であった三越劇場の夜間興行中止を受けて、劇団俳優座の千田是也・小沢栄太郎・東野英治郎・東山千栄子ら同人たちが、東京大空襲で焼失した築地小劇場の精神を受け継ぐ、新劇のための劇場を自らの手で創りたいという理想を抱いて設立した。こけら落としは、劇団俳優座第26回公演、アリストパネス作の『女の平和』とマルシャーク作『森は生きている』であった。建設当初は4階建てで六本木の中でも高いビルだったため、屋上から東京湾を望むことができ、戸板康二から「海の見える劇場」と評された。
「俳優座劇場」と呼称しているが、劇団俳優座専用の劇場ではない。劇場管理・運営を行っているのは、「株式会社俳優座劇場」（1953年設立）である。初代社長は舞台美術家の伊藤熹朔で、かつては取締役に東野英治郎などが就任していた。
また、1981年より当時の社長で演劇製作者の倉林誠一郎により自主企画公演『俳優座劇場プロデュース』を開始。第1回作品は加藤道夫作の「なよたけ」。代表作はアガサ・クリスティー作『検察側の証人』、レジナルド・ローズ作『十二人の怒れる男たち』、J・B・プリーストリー原作・八木柊一郎脚本『夜の来訪者』、マーク・メドフ作『小さき神のつくりし子ら』、マキノノゾミ作『高き彼物』『東京原子核クラブ』。
1980年に改築されて9階建てビルに300席の客席を併設する形になった。しかし、施設の老朽化や、運営収支が厳しいとの経営判断から、2025年4月19日で閉館した。閉館後の4月24日に吉本興業が劇場の取得を発表、改装した上でコントを中心とした新劇場「YOSHIMOTO ROPPONGI THEATER」を7月上旬に開場予定となっている。

## 設備
客席は1フロアのみであり、総席数300席となっている。全席どこからでも、舞台上の演者の爪先まで見られる。ロビーの一部に英国風パブ「ハブ」（六本木店）が営業している。
客席階段にギリシア喜劇の人物像のレリーフがあり「汝は人間である。つねにそのことを自覚して忘れるな。」と刻まれている（土方久功作）。改築前の旧・俳優座劇場では、劇場正面入り口に掲げられていた。
このレリーフは2025年4月劇場閉館後に後述のTheatreZeroエントランスへ移設されている。

## 舞台美術部
舞台美術家であり初代社長でもある伊藤熹朔の発案により、劇場付属の舞台美術部（大道具製作）を開設し、現在に至っている。演劇・舞台・テレビ大道具セット（テレビドラマ、バラエティ番組、ニュース番組など）イベント・コンサートの大道具全般の美術総合製作会社である。NHK、日本テレビ、テレビ朝日などのセット全般・大道具操作を手掛けている。1953年（昭和28年）5月12日に設立した。
2017年10月16日事務部門及び営業部門の事務所を埼玉県越谷市（越谷レイクタウン）に移転、2018年2月から製造部門も移転、4月に全部門移転完了した。
2025年6月2日越谷レイクタウンの本社より北へ1.5kmの増森工業団地内に舞台装置仮組施設『TheatreZero』を竣工した。
所在地
- 本社・舞台美術部営業所・越谷工場・演劇制作課：〒343-0012 埼玉県越谷市増森2605-2
- TheatreZero：〒343-0012 埼玉県越谷市増森2830-14